# Samtgemeinde Heeseberg
La comunità amministrativa di Heeseberg (Samtgemeinde Heeseberg) si trova nel circondario di Helmstedt nella Bassa Sassonia, in Germania.

## Suddivisione
Comprende 6 comuni:
1. Beierstedt
2. Gevensleben
3. Ingeleben
4. Jerxheim
5. Söllingen
6. Twieflingen

Il capoluogo è Jerxheim.